# Rivadavite
La rivadavite è un minerale.